# Стамболов хан
Стамболовият хан е сграда с архитектурно-историческа стойност, бивш хан, намиращ се в град Велико Търново.

## История
Сградата е дело на Майстор Колю Фичето. Ханът е построен през 1840-те години от бащата и чичото на Стефан Стамболов – Никола и Янко Стамболови. Ханът е на три етажа и разполага с 18 стаи и голям салон. В него са работели майстори абаджии и терзии.
През 1853 г. капитан Дядо Никола бил майстор терзия в хана и подготвил въстание, което избухнало през 1856 г. След Освобождението занаятчиите живеели на горния етаж, а работели на първия. Така било до 1915 г., когато Евангелската църква купила от Стамболовата фамилия хана и той станал първият евангелски център в България. Сградата станала дом към Църквата. През 1949 г. сградата е превърната в жилфонд и всички книги на Църквата са изгорени пред хана.
През 1968 г. общинският съвет на Велико Търново купува сградата и дава стаите ѝ под наем. През 1980 г. пожар изпепелява сградата. Седем години по-късно Дафина Кирелова от Института за паметниците на културата прави проект за възстановяването и адаптацията на хана за съвременните нужди.
Появява се идея за реставрирането на сградата и превръщането ѝ в етнографски музей или хотел. Петте дюкяна на Стамболовия хан са реституирани през 1990-те години. Появяват се 18 наследници, които стават съсобственици на сградата заедно с държавата. Едмънт Бек купува сградата, и заявява, че ще направи проект за възстановяването ѝ.